# White Turns Blue
White Turns Blue is een studioalbum van de Noorse zangeres Maria Mena uit 2004. Van het album is de single You're The Only One afkomstig wat voor een klein hitje en naamsbekendheid zorgde voor Maria Mena in Nederland. Daarna volgde Just a Little Bit als single, maar zonder succes.

## Tracklist
| #  | Titel                 | Schrijvers                | Duur |
| -- | --------------------- | ------------------------- | ---- |
| 01 | "You're The Only One" | Maria Mena, Arvid Solvang | 2:44 |
| 02 | "Fragile (Free)"      | Mena, Solvang             | 4:00 |
| 03 | "Just a Little Bit"   | Mena, Solvang             | 3:56 |
| 04 | "Blame It On Me"      | Mena, Thomas Whoni        | 3:41 |
| 05 | "My Lullaby"          | Mena, Solvang             | 2:58 |
| 06 | "Take You With Me"    | Mena, Solvang             | 3:00 |
| 07 | "What's Another Day"  | Mena, Solvang             | 2:57 |
| 08 | "Lose Control"        | Mena, Solvang             | 2:41 |
| 09 | "Shadow"              | Mena, Whoni               | 3:40 |
| 10 | "Your Glasses"        | Mena, Solvang             | 4:02 |
| 11 | "Sorry"               | Mena, Solvang             | 2:52 |
| 12 | "A Few Small Bruises" | Mena, Solvang             | 3:55 |

White Turns Blue bevat veel nummers die al eerder op de albums Mellow en Another Phase stonden. Het album was als combinatie van die twee als release in Amerika bedoeld. Het is echter ook in andere landen uitgebracht.